# Cueva del Hermano Pedro

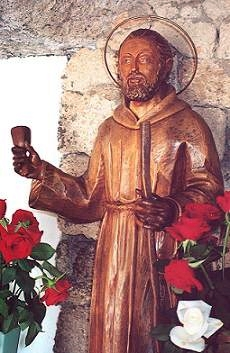
Statua di Pedro de San José de Bethencourt nella grotta.

Cueva-Santuario del Hermano Pedro, una grotta-santuario è dedicato a San Pedro de San José de Bethencourt (primo santo delle Isole Canarie). Situato nel comune di Granadilla de Abona, vicino a El Médano, a sud dell'isola di Tenerife (Isole Canarie, Spagna).

## Caratteristiche
In questa grotta è dove il Santo si ferma a riposare con il suo gregge in inverno per recuperare e camminare di nuovo verso il suo piccolo paese tra le montagne di Vilaflor. Inoltre, la grotta è stata utilizzata anche da Pedro come luogo di preghiera e persino come nascondiglio per proteggersi dagli attacchi dei pirati, che erano abbondanti sulle coste delle Isole Canarie in quel momento.
All'esterno vi è un altare in pietra scolpita. Attualmente l'interno della grotta è una statua lignea del Santo; la grotta ha una sezione che è completamente circondata da ex voto dei fedeli. Inoltre, la grotta ha una reliquia del Santo, in particolare una parte di una costola.
La Cueva del Hermano Pedro è stata dichiarata dal governo regionale delle Canarie bene di interesse culturale.

## Devozione
Questa grotta è considerato uno dei luoghi di pellegrinaggio più importante delle isole Canarie e attira ogni anno oltre 300.000 visitatori.
In questa grotta le parti esterne sono chiamate "Cammino di Hermano Pedro", cammino pastorale del Santo sul percorso con cui corse a muoversi con la mandria in tutta la regione di Chasna. Questo itinerario parte da Vilaflor alla grotta. Attualmente durante la festa di Santo, nel mese di aprile, centinaia di pellegrini percorrono a piedi questa strada che ha grande interesse storico e religioso.